# جرير جونز
جرير جونز (بالإنجليزية: Grier Jones)‏ هو لاعب غولف أمريكي، ولد في 6 مايو 1946 في ويتشيتا في الولايات المتحدة.

## وصلات خارجية
- جرير جونز على موقع رابطة لاعبي الغولف المحترفين (الإنجليزية)
- جرير جونز على موقع قاعة كنساس للمشاهير الرياضية (مؤرشف) (الإنجليزية)